# هنري بار
هنري بار (6 يونيو 1845 - 24 مارس 1930)  (بالإنجليزية: Henry Parr)‏ هو لاعب كريكت بريطاني.